# Wikimedia Incubator
Wikimedia Incubator is een project van de Wikimedia Foundation, dat dient als testomgeving voor potentiële nieuwe taalversies van de projecten Wikipedia, Wiktionary, Wikinews en Wikiquote. Het stelt gebruikers in staat om op relatief eenvoudige wijze testwiki's te maken in talen die nog nog niet over een eigen wiki beschikken, zodat deze vervolgens door de Foundation gehost kunnen worden. Deze testwiki's kunnen normaal gebruikt worden zoals elk ander Wikimedia-project. 
Hoewel het beschermen van bedreigde talen met weinig sprekers geen expliciet doel is van de Wikimedia Foundation, is het beschikbaar stellen van gratis informatie aan alle mensen op de wereld, ongeacht hun taal, dat wel. Vaak geldt juist voor deze talen dat Wikipedia de enige online informatiebron is, soms zelfs de enige encyclopedie in het algemeen.
Om voor een zelfstandige taalversie van een van de genoemde Wikimediaprojecten in aanmerking te komen, dient aan twee voorwaarden worden voldaan. Ten eerste moet de betreffende taal over een geldige ISO 639-code beschikken. Ten tweede moet worden aangetoond dat de betreffende taaleditie levensvatbaar is. Hiertoe moeten ten minste drie tot vijf spekers van de taal gedurende een periode van ten minste enkele maanden regelmatig aan het project werken in de Wikimedia Incubator. Het zogenaamde Language Committee of Taalcomité beslist naar aanleiding van een verzoek op Meta of een project in de Incubator effectief wordt gestart. Wanneer er in de Incubator voldoende activiteit is en een aanzienlijk deel van de gebruikersinterface naar de betreffende taal is vertaald, is het aan hetzelfde Language Committee om te besluiten dat de inhoud in de betreffende taal vanuit de Incubator wordt overgeheveld naar een eigen wiki. Tussen 2006 en juli 2024 zijn in totaal 226 projecten op deze manier tot stand gekomen.
Wikimedia Incubator werd opgericht op 2 juni 2006. Aanleiding was het feit dat meerdere eerder opgestarte projecten in kleine talen niet of nauwelijks functioneerden en regelmatig ten prooi vielen aan spam en vandalisme. Meerdere van deze versies zijn inmiddels opgeschort en (tijdelijk) in de Incubator geplaatst, zodat ze op een later tijdstip eventueel kunnen worden hersteld. 
De Incubator kan niet gebruikt worden voor nieuwe taalversies van Wikisource and Wikiversity: hiervoor dienen respectievelijk Old Wikisource en Beta Wikiversity. Voor talen die niet over een geldige ISO 639-code beschikken, is er de Incubator Plus.